# Немет, Миклош
Ми́клош Не́мет (венг. Németh Miklós; род. 14 января 1948, Монок, Венгрия) — последний премьер-министр Венгерской Народной Республики с 23 ноября 1988 по 23 мая 1990 года. Был сторонником реформ, одним из наиболее влиятельных членов руководства ВСРП.

## Биография
Родился в бедной крестьянской семье в селе Монок. Член ВСРП с 1968. Закончил в 1971 году Университет экономических наук им. Карла Маркса и преподавал в нём до 1975 года. Выиграл стипендию Международного совета по научным исследованиям и обменам в США, по которой обучался в 1975/1976 учебном году в Гарвардском университете.
С 1977 года работал заместителем заведующего отделом Госплана ВНР. С 1981 года — инструктор, затем заместитель заведующего отделом экономической политики ЦК ВСРП, с конца 1986 заведующий. В июне 1987 года избран членом ЦК ВСРП и секретарём ЦК ВСРП, с мая 1988 по октябрь 1989 членом Политбюро.
С 24 ноября 1988 года — председатель Совета министров ВНР. На этом посту в 1989 году принял решение разрешить беглецам из ГДР переходить венгерскую границу с Австрией, чтобы искать политического убежища в Западной Германии. Это решение стало одним из детонаторов событий, которые в конечном счёте привели к падению Берлинской стены 9 ноября 1989 года. С октября 1989 года — член ВСП
После ухода в отставку с должности премьер-министра в 1990 году занимал должность вице-президента Европейского банка реконструкции и развития с 1991 до 2000 года, затем вернулся в Венгрию.